# کارتیلیانو
کارتیلیانو (به ایتالیایی: Cartigliano) یک کومونه در ایتالیا است که در استان ویچنزا واقع شده‌است.

## خصوصیات
کارتیلیانو ۷ کیلومترمربع مساحت و ۳٬۸۴۸ نفر جمعیت دارد و ۸۶ متر بالاتر از سطح دریا واقع شده‌است.